# Vitamine D
La vitamine D est une vitamine liposoluble (soluble dans les lipides). C'est une hormone retrouvée dans l'alimentation et synthétisée dans l'organisme humain à partir d'un dérivé du cholestérol ou d’ergostérol sous l'action des rayonnements UV-B du Soleil. Elle existe sous deux formes : D2 (ergocalciférol), produite par les végétaux, et D3 (cholécalciférol), présente dans les produits d'origine animale et certains lichens. Ces deux molécules sont des 9,10-sécostéroïdes. Le corps humain synthétise aussi la vitamine D3 sous l'effet des rayons ultraviolets sur la peau.
La vitamine D intervient dans l'absorption du calcium et du phosphore par les intestins, ainsi que dans leur réabsorption par les reins, sous l'influence de la parathormone. Ses effets sont contrebalancés par la calcitonine. Elle intervient dans la minéralisation osseuse du squelette et des articulations, ainsi que sur la tonicité musculaire. D'autre part, elle influence plus de 200 gènes, et aurait une action de réparation de l'ADN.
Une quantité suffisante de vitamine D est particulièrement nécessaire durant la petite enfance afin d'éviter le rachitisme, et chez l'adulte afin d'éviter l'ostéomalacie. Elle diminue le risque d'ostéoporose. Elle pourrait avoir un effet bénéfique dans plusieurs maladies comme le diabète, certains cancers,, la sclérose en plaques, l'épilepsie et la dépression,.

## Historique

Ergocalciférol (vitamine D2).

Cholécalciférol (vitamine D3).

Les propriétés curatives de l'huile de foie de morue contre le rachitisme ont été découvertes en 1824 par l'Allemand D. Schütte. En 1919, Edward Mellanby fait des expériences sur des chiens qui l'amènent à conclure que le rachitisme est causé par une carence en vitamine liposoluble. La vitamine D a été identifiée en 1922 : Elmer McCollum démontre que l'huile de foie de morue prévient encore le rachitisme après totale destruction de sa vitamine A, il en déduit qu'elle contient une autre substance qu'il désigne vitamine D. En 1932, Adolf Windaus isole la vitamine D2, puis en 1934 la vitamine D3.
Ses propriétés font l'objet de nombreuses recherches, tant sur ses effets « classiques » (minéralisation osseuse, métabolisme phosphocalcique) que « non classiques » (sur le muscle, le système immunitaire, le rein, l'appareil cardiovasculaire). Plus de 2 500 publications sur la physiologie de la vitamine D en lien avec le cancer (déficit en vitamine D associé à une augmentation du risque relatif de certains cancers colorectaux et du sein) sont ainsi recensées en 2010.

## Structure
- Les vitamines D sont des dérivés de stérols issus du métabolisme des animaux (cholécalciférol ou vitamine D3) ou des végétaux (ergocalciférol ou vitamine D2).
- La vitamine D est à l'origine du calcitriol, hormone qui joue un rôle essentiel dans la fixation du calcium par l'organisme.
- Le cycle B des stérols est ouvert, et un ensemble de trois liaisons éthyléniques conjuguées se forme sur les carbones 5, 6, 7, 8, 10 et 19. Cette structure est favorable au déplacement des électrons.

La vitamine D1 désignait initialement une substance qui s'est avérée correspondre à un mélange de vitamine D2 et de lumistérol. Aujourd'hui cette dénomination n'est plus usitée. Outre les deux formes D2 et D3 on définit aussi :
- vitamine D4 ou 22-dihydroergocalciférol ;
- vitamine D5 ou sitocalciférol ;
- vitamine D6[17], dérivé éthylé de la vitamine D4 ;
- vitamine D7[18], dérivé 24R-méthyl de la vitamine D3.

## Physiologie

### Synthèse

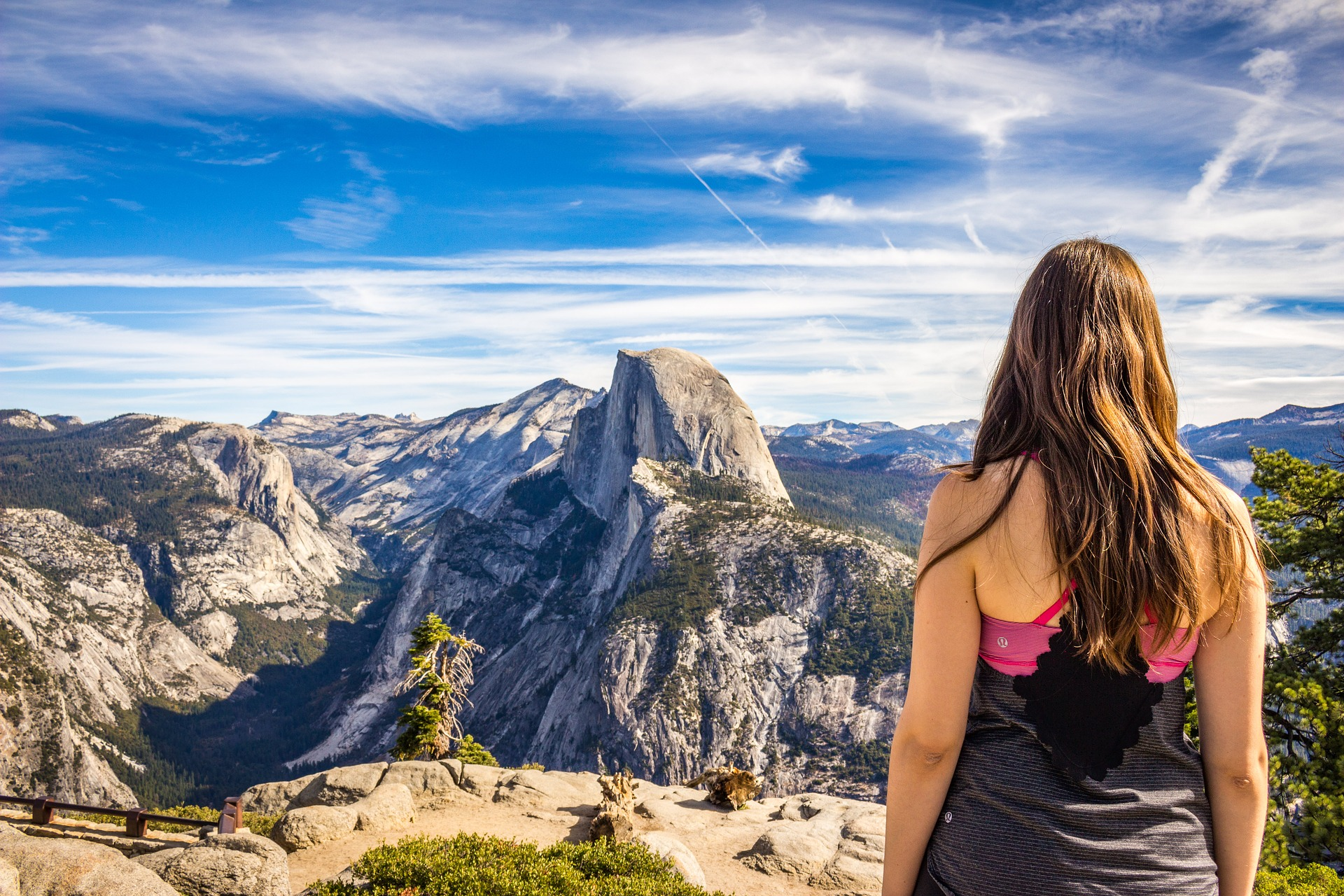
Exposer la peau au Soleil permet de synthétiser de la vitamine D.

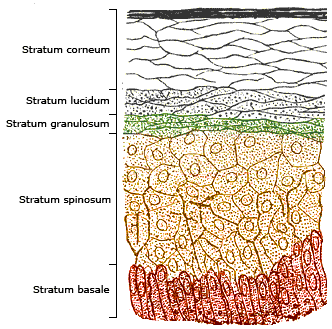
Dans les couches épidermiques de la peau, la production est la plus forte dans le Stratum germinativum/basale (de couleur rouge) et stratum spinosum (couleur brun clair).

Au niveau de la peau, les rayons ultraviolets B (UV-B) permettent la formation de vitamine D3 à partir du 7-déshydrocholestérol, dérivé du cholestérol normalement présent dans l'organisme. Grâce à l'action des ultraviolets de la lumière (UV-B), un des cycles du 7-déshydrocholestérol est cassé. La molécule s'isomérise spontanément en cholécalciférol encore inactif. Il est alors métabolisé par le foie en 25-hydroxy-vitamine D, forme qui est dosable communément dans le sang. Cette dernière est transformée par le rein en 1-25-dihydroxy-vitamine D (calcitriol), la forme active de la vitamine.
Cette source est très variable selon la latitude, l'ensoleillement (saison, brouillard, pays, habillement), l'épaisseur et la pigmentation de la peau. Une exposition de 15 à 30 minutes deux fois par semaine au soleil garantit, chez la plupart des personnes, une bonne réserve en vitamine D. Une exposition de 12 minutes par jour au Soleil à une latitude de 38° (Californie ou Espagne) sur 50 % de la surface cutanée équivaudrait à un apport de 3 000 unités internationales (UI) par jour. Cet effet bénéfique est à mettre en regard des dangers d'une exposition excessive de la peau aux rayons solaires. Il n'y a, en théorie, pas de surdosage à craindre en vitamine D lors d'une exposition au Soleil, laquelle contribue à la destruction de la vitamine.

### Absorption
L'absorption intestinale de la vitamine D a lieu au niveau de la région proximale de l'intestin grêle. Elle se fait probablement par diffusion passive (de nature lipophile, à l'aide des chylomicrons) ainsi que par un mécanisme impliquant des transporteurs membranaires,. Ces transporteurs sont des protéines exprimées au niveau de la bordure en brosse de l'intestin qui permettent le captage de la vitamine D.
Une fois que la vitamine D est internalisée dans l'entérocyte, on suppose qu'elle est prise en charge par une protéine cytoplasmique (qui n'est pas connue à ce jour) puis elle va pouvoir être resécrétée dans la circulation sanguine. On sait qu'au niveau circulant, la vitamine D est prise en charge par une protéine : la VDBP (vitamin D binding protein), dont le complexe avec la vitamine D va circuler dans le sang.

### Métabolisme
La vitamine D est transportée par la circulation vers le foie par la protéine de liaison à la vitamine D (ou DBP de l'anglais vitamin D-binding protein). Dans cet organe, elle est d'abord hydroxylée par l'enzyme 25-hydroxylase, qui fixe un hydroxyle à la place du H du carbone 25, formant la 25-hydroxy vitamine D appelée aussi calcifédiol. Stocké dans le foie, ce composé est véhiculé par le plasma dans le glomérule. Toujours lié au DBP, il est filtré par le glomérule et réabsorbé dans le tube proximal du rein où il est transformé par l'enzyme 1-alpha hydroxylase en 1,25-dihydroxy-vitamine D3, encore appelée calcitriol, qui est l'une des formes hormonales actives. Ce métabolite actif est transporté dans le sang vers des tissus cibles, se liant avec un récepteur spécifique. Le complexe hormone-récepteur migre vers le noyau cellulaire pour activer ou inhiber des gènes.
Son métabolisme et son seuil d'activité (et peut-être ses fonctions) semblent varier selon que l'organisme soit celui d'un nourrisson, d'un enfant, d'une femme préménopausée, selon sa contamination par certains toxiques (cadmium, plomb par exemple), selon les carences ou la disponibilité en calcium, ou encore selon l'origine ethnique.

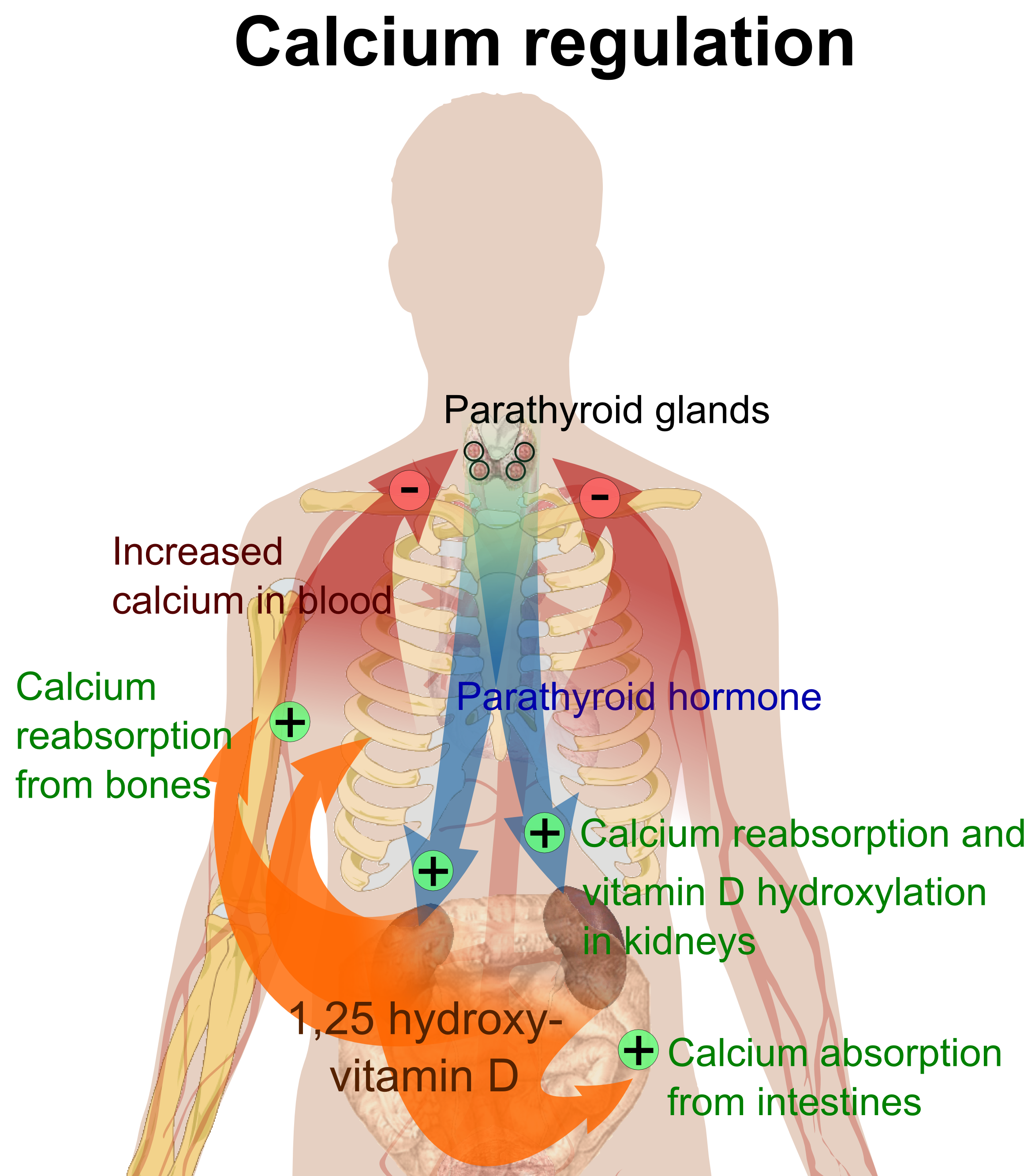
Régulation du calcium dans le corps humain. Le rôle de la vitamine D est représenté en orange.

La parathormone (PTH) stimule l'expression du gène de l'enzyme 1-alpha-hydroxylase. Elle favorise l'hydroxylation sur le carbone no 1 et donc stimule la production de la forme active de la vitamine D (1-25-dihydroxy-vitamine D).
En revanche, l'absence de PTH favorise une hydroxylation différente qui ne permet pas d'avoir la forme active. Elle se fait (au niveau du rein) sur le carbone 24 par l'enzyme 24-hydroxylase, ce qui donne le 24,25-dihydroxy-cholécalciférol moins actif que le 1,25-dihydroxycholecalciferol.
La calcitonine diminue les taux sanguins de calcium et s'oppose aux effets de la parathormone.

### Rôle sur le calcium
La vitamine D est nécessaire à plusieurs actions physiologiques et à la robustesse du squelette humain.
Elle permet (avec la ménaquinone) l'absorption de calcium par l'intestin, la réabsorption du calcium et du phosphore par les reins (diminue la calciurie) et la résorption osseuse par les ostéoclastes. Il existe un délai d'action entre le moment de l'administration de vitamine D et celui où l'absorption du calcium augmente sous son effet.
L'action dépend de la vitamine D disponible et de la charge calcique de l'os. La vitamine D fixe le calcium sur l'os à dose physiologique alors qu'elle le libère à trop forte dose (hypervitaminose), provoquant une hypercalcémie.
Au cours de la croissance, son site d'action privilégié est la zone métaphysaire, où le cartilage de conjugaison se transforme en tissu osseux.

### Mécanisme d'action
La vitamine D se fixe sur un récepteur nucléaire spécifique, le récepteur de la vitamine D, qui une fois activé se lie sur les séquences promotrices présentes sur l'ADN des gènes cibles, activant leur transcription, ce qui expliquerait les effets variés observés. Les femmes qui ont le plus de vitamine D dans le corps auraient des télomères plus longs que celles qui manquent de cette vitamine ce qui pourrait avoir des effets bénéfiques sur le vieillissement.

## Apport alimentaire
La vitamine D chez l'Homme provient, soit d'une synthèse directe à partir des dérivés du cholestérol dans l'organisme via l'exposition aux UV, soit des apports alimentaires.

### Sources
La vitamine D2 ou ergocalciférol est présente notamment dans certains champignons et végétaux (en faible quantité), tandis que la vitamine D3 ou cholécalciférol est d'origine animale, concentrée dans les huiles de foie de poisson et, en moindre mesure, dans les poissons, le lait, le beurre, le fromage. Elle est aussi présente dans certains lichens (utilisés dans des compléments alimentaires sans produits animaux),.
Peu d'aliments courants apportent une quantité appréciable de vitamine D (l'apport quotidien généralement recommandé est de 15 μg = 600 UI, y compris la vitamine D apportée par le Soleil ; voir Apports recommandés).
| Aliment                          | Teneur en μg pour 100 g |
| -------------------------------- | ----------------------- |
| Huile de foie de morue           | 200 à 250               |
| Foie de morue appertisé, égoutté | 54,3                    |
| Huile de flétan                  | 22,5                    |
| Saumon, hareng, anchois          | 8-20                    |
| sardine, maquereau               | 7-12                    |
| Margarine                        | 0-10                    |
| Flétan cuit (cru)                | 5,8 (4,7)               |
| Thon                             | 2-6                     |
| Œuf                              | 2                       |
| Beurre                           | 0,6-1,5                 |
| Chocolat noir (70 %)             | 2,16[réf. nécessaire]   |

Les végétaux ne contiennent que de faibles doses d'ergocalciférol. Les champignons sauvages comme Boletus edulis (ou « Cèpe de Bordeaux »), contiennent environ 5 µg d'ergocalciférol pour 100 g de poids sec, alors que cette vitamine est presque totalement absente dans les champignons cultivés comme Agaricus bisporus (« champignon de Paris »), qui contiennent en revanche de l'ergostérol, un précurseur de la vitamine D. Les champignons de Paris séchés et exposés à un rayonnement UV peuvent ainsi avoir des teneurs en vitamine D2 supérieures à 400 µg/g de poids sec.
La vitamine D existe sous la forme de compléments alimentaires, soit concentré d'huile de foie de poisson, soit à partir de laine de mouton (lanoline), soit sous forme végétale à partir de levure exposée aux UV.
La forme D3 (cholécalciférol) est rare dans les végétaux mais existe néanmoins, notamment dans certains lichens, dont on peut l'extraire pour produire des compléments convenant aux personnes véganes. Elle est présente en quantité notable dans les feuilles (seule partie étudiée en 2013) de certaines plantes de la famille des solanacées.

### Apports recommandés
En 1992, les apports nutritionnels conseillés (ANC) pour la population adulte française étaient de 12 μg (ou 480 UI) par jour. Ils ont ensuite été abaissés en 2001 à 5 µg (ou 200 UI) par jour. Finalement, en 2012, l'Académie nationale de médecine française a réévalué cette estimation et recommande désormais un apport quotidien de 800 UI jusqu'à 50 ans, et davantage au-delà. L'apport recommandé la même année par Santé Canada était un peu plus faible : il s'établissait à 600 UI/jour de 9 à 70 ans, et à 800 UI/jour après 70 ans, sur la base d'une « exposition minimale au Soleil ».
Les recommandations concernant la posologie pour la population générale sont d'une ampoule de 100 000 UI tous les 2 ou 3 mois ou de 50 000 UI tous les 1 à 2 mois en hiver.

## Carence et insuffisance
En raison de nombreux facteurs influençant les résultats des dosages, il n'y a pas de consensus international sur la valeur normale de la 25-OH-vitamine D. La carence (sévère) est définie par un taux sanguin de 25-hydroxyvitamine D inférieur à 25 nmol/l (10 ng/ml). Elle est à l'origine du rachitisme et de l'ostéomalacie. L'insuffisance est définie par un taux sanguin de 25-hydroxyvitamine D inférieur à 75 nmol/l (30 ng/ml). Selon cette définition, la carence concerne plus d'un milliard de personnes sur Terre et plus de la moitié des femmes ménopausées.

### Causes
Les situations de carence sont souvent en rapport avec une exposition insuffisante au Soleil.
Les principaux groupes à risque sont les suivants :
- les personnes âgées séjournant en institution et les personnes très âgées en général (peu d'exposition solaire, baisse de l'exposition) ;
- les personnes à peau foncée ou noire[52] ;
- en hiver, les personnes vivant à des latitudes élevées (cas de la France métropolitaine)[53],[54],[55], car l'angle d'incidence du Soleil est faible, si bien que les UV-B responsables de la synthèse de la vitamine D sont absorbés davantage par la couche d'ozone ;
- les personnes qui ne peuvent s'exposer au Soleil en raison de maladies de peau (vitiligo, etc.) ;
- les personnes souffrant d'un excès de poids (la vitamine D est stockée dans les graisses). Les personnes obèses pourraient avoir besoin de deux à trois fois plus de vitamine D que les autres[56] (l'exposition est difficile, puisque la molécule peine à entrer en contact avec la lumière) ;
- les enfants nourris au sein, si la mère ne prend pas un supplément approprié[57]. En effet, il est souligné dans cette étude que la recommandation de 400 UI par jour est largement insuffisante pour la mère et à plus forte raison pour l'enfant, mais que 6 400 UI se sont avérés efficaces et sécuritaires. Leur conclusion est que 2 000 UI ou plus sont obligatoires pour combler les besoins du nourrisson ;
- les personnes souffrant d'une obstruction des voies biliaires (malabsorption des graisses) ;
- les personnes souffrant d'une insuffisance rénale.

D'autres facteurs incluent :
- vivre en intérieur et se déplacer en voiture, les vitres bien que laissant passer la lumière, ne permettent pas la formation de vitamine D par la peau car elles bloquent les UV-B ;
- la formation de vitamine D nécessite du cholestérol ou de l’ergostérol. Les médicaments qui baissent le cholestérol gênent la production de vitamine D ;
- le port permanent de vêtements couvrants[58],[59],[60],[61],[62].

### Risques associés
Les études citées sont essentiellement des études observationnelles montrant une corrélation entre un taux sanguin faible de vitamine D et divers événements. Cette corrélation ne suffit pas naturellement pour affirmer qu'il s'agit d'une conséquence d'un déficit mais fait simplement poser la question d'un rapport possible de cause à effet.
Une carence en vitamine D, tout comme un niveau sanguin plus faible par polymorphisme génétique, seraient associée à un excès de mortalité, toutes causes confondues,. Une autre étude a montré une mortalité en forme de courbe en J inversé avec une valeur optimale à 50–60 nmol/L. La mortalité était supérieure avec des valeurs plus basses ou plus hautes.
Une carence en vitamine D provoquerait une faiblesse et des douleurs musculaires,, (la vitamine D est nécessaire à la relaxation musculaire indépendamment des valeurs du calcium et des phosphates sanguins) et à un stade plus avancé, une ostéomalacie chez l'adulte. Elle augmente le risque de fracture et peut être cause de rachitisme chez l'enfant.
La carence en vitamine D serait associée avec un risque plus important de cancer du sein,,, du tube digestif et de la prostate. Des chercheurs ont montré que la vitamine D ralentit l'action d'une protéine clé dans le processus de développement des cellules cancéreuse du côlon. La stimulation du récepteur de la vitamine D inhibe l'action de la protéine β-caténine, bloquant la transformation de cellules intestinales en cellules cancéreuses. Le manque de vitamine D rend le cancer plus agressif, par contre la protection n'influence pas l'apparition des tumeurs mais réduit leur agressivité pendant la phase de croissance. La vitamine D joue donc un rôle protecteur important dans le développement du cancer du côlon et une carence en cette vitamine est un facteur de risque,.
La carence en vitamine D serait associée avec un risque plus important de maladies cardiovasculaires. La concentration sanguine en vitamine D serait inversement corrélée à la prévalence de l'hypertension artérielle, du diabète et de l'obésité.
Un taux bas de vitamine D semble être corrélé avec un déficit cognitif chez les personnes âgées,. Une carence en vitamine D pourrait multiplier par deux le risque de schizophrénie. Il semble exister une corrélation inverse entre le taux sanguin de vitamine D et le risque de développer une sclérose en plaques,. Cette corrélation n'a été retrouvée que chez les personnes à la peau blanche.
Au cours de la grossesse, la carence en vitamine D a plusieurs conséquences chez la femme enceinte : risque accru de prééclampsie, de petit poids de naissance, de vaginose bactérienne.
Le taux sanguin de vitamine D semble inversement corrélé avec le risque de dépression,.

## Dosage

Taux sanguins mondiaux de vitamine D chez les adultes (nmol/L),.
> 75
50-74
25-49

Le dosage de la vitamine D est un examen courant de biologie médicale. Il consiste à mesurer la concentration de la vitamine D totale (Ergocalciférol + Cholécalciférol) dans le sérum prélevé lors d'une prise de sang.
La mesure de la vitamine D n'est pas standardisée et les différentes techniques disponibles (chimiluminescence, techniques immuno-enzymatiques, etc.) ont des spécificités différentes selon les formes de la vitamine D. Les experts s'accordent sur des valeurs souhaitables de 25-hydroxy-vitamine D dans le sang comprises entre 30 et 70 ng/ml. On rencontre aussi des mesures exprimées en nmol/l, avec des valeurs recommandées entre 75 et 175 nmol/L (la conversion de nmol/L à ng/ml se fait en divisant par 2,496).
On utilise aussi, plus rarement, le dosage du calcitriol pour évaluer une altération du métabolisme de la vitamine D : rachitisme vitamino-résistant, hypercalcémie de la sarcoïdose, etc.
En France, le dosage sanguin de la vitamine D n'est pas remboursé par l'assurance maladie en dehors d'indications précises (suspicion de rachitisme, d’ostéomalacie, suivi ambulatoire de l’adulte transplanté rénal au-delà de trois mois après transplantation, avant et après une chirurgie bariatrique, évaluation et prise en charge des personnes âgées sujettes aux chutes répétées, respect des résumés des caractéristiques des produits (RCP) des médicaments préconisant ce dosage).

## Supplémentation
Un manque de vitamine D a été associé au risque de contracter certaines maladies non transmissibles et infectieuses, mais il est souvent difficile de savoir si le manque de vitamine D est une conséquence ou un facteur de l'infection. 
Par ailleurs, des contradictions existent concernant les résultats des études sur les bénéfices supposés de la supplémentation en vitamine D. Plusieurs revues ont montré de nombreuses lacunes de connaissance à combler,. On ne retrouve pas d'association entre supplémentation en vitamine D et mortalité, densité minérale osseuse des enfants et adolescents en bonne santé, cancer du sein, cancer de la prostate et mucoviscidose, mais la mortalité des personnes âgées diminue d'environ 5 % avec une supplémentation. Un autre biais méthodologique est que la majorité des observations n'ont pas été réalisées à partir d'essais cliniques mais d'études d'association sur des populations nordiques qui manquent d'ensoleillement ou à partir de femmes vieillissantes plus obèses et sédentaires. La biologiste Sylvie Demers considère que les bienfaits attribués à la vitamine D proviendraient en fait des hormones sexuelles féminines, les progestérones et œstrogènes. Le National Health Service britannique recommande une supplémentation de 10 μg par jour en automne et en hiver pour les enfants de plus de 5 ans et pour les adultes, y compris les femmes enceintes et allaitantes.
Tandis que les administrations publiques telles que Santé Canada et la Food and Drug Administration recommandent de ne pas céder à l'engouement actuel pour la vitamine D, un grand nombre de chercheurs et de spécialistes[Qui ?], ainsi que plusieurs organismes tels qu'Ostéoporose Canada et la Société canadienne du cancer (en) estiment qu'il est plus prudent de ne pas attendre et de consommer des doses de 4 000 à 6 000 UI.

### Effets sur l'ostéoporose
La vitamine D (à plus de 700 UI/jour) associée à une supplémentation en calcium a un léger effet bénéfique sur la densité osseuse et la diminution du risque de fracture et de chutes,, mais ces avantages peuvent être réduits à des sous-groupes spécifiques (pas d'effet chez le nourrisson ni chez certaines personnes âgées). Une dose de 700 UI/par jour se situe entre le placebo et l'intervention thérapeutique, selon les critères de The Endocrine Society et du Vitamin D Council, qui recommandent, respectivement, 1 500 à 2 000 UI et 5 000 UI par jour pour des personnes n'ayant aucun trouble de santé.
En pratique, chez les personnes âgées, la supplémentation en vitamine D diminuerait sensiblement le risque de fractures (surtout hanches et vertèbres) et améliore l'équilibre et la tonicité musculaire, malgré quelques études récentes semblant suggérer le contraire. En particulier la supplémentation systématique chez la personne de plus de 50 ans n'a pas d'intérêt démontré sur la prévention des fractures. Un autre essai mené sur des personnes âgées pendant cinq ans est aussi négatif mais note que le risque relatif de fractures semblait diminuer avec l'augmentation de la durée de suivi.
Un traitement par vitamine D et calcium serait utile sans faire de dosage en cas de fracture ostéoporotiques des personnes âgées de plus de 65 ans. Une surveillance de la calcémie permettrait de surveiller l'absence de surdosage.

### Effets sur le cancer
Plusieurs arguments, indirects, font penser que la vitamine D participe à la prévention des cancers. D'une part, on observe nettement moins de cancers colorectaux dans les pays du Sud que du Nord (pour l'hémisphère Nord), et ce, sur tous les continents. D'autre part, l'administration de vitamine D3, ou de cholécalciférols modifiés, inhibe la cancérogenèse colorectale induite chez des rongeurs (plusieurs études rapportées). Plusieurs études observationnelles semblent indiquer une baisse significative de certains cancers, dont ceux du sein (risque 50 % plus faible avec un taux de 130 nmol/l (52 ng/ml), obtenu avec une supplémentation de 4 000 UI par jour, qu'avec un taux inférieur à 32 nmol/l (13 ng/ml)). Une supplémentation de 400 UI par jour n'a pas montré de protection contre le cancer colorectal. En revanche, elle a démontré une corrélation inverse significative entre le risque de cancer colorectal et le taux de 25-hydroxyvitamine D (le risque étant le plus faible avec un taux supérieur ou égal à 58 nmol/l (23 ng/ml)). D'autres études de moindre ampleur indiquent une réduction de près de 60 % de la survenue de cancers tout-venant chez des femmes ménopausées mais qui n'est pas retrouvée partout. Cependant un taux élevé de 25-hydroxyvitamine D pourrait augmenter le risque de cancer du pancréas. La supplémentation en vitamine D réduirait la mortalité par cancer d'approximativement 15 %.

### Effets cardiovasculaires
Une supplémentation en cette vitamine diminuerait sensiblement le risque cardiovasculaire, mais serait par contre inefficace pour faire baisser la tension artérielle.
Dans un petit essai en double aveugle, randomisé et contrôlé par placebo, la vitamine D3 associée au calcium (500 mg de calcium par jour plus 50 000 UI de vitamine D3 par semaine en une prise) a amélioré la fraction d'éjection ventriculaire gauche de 5 %, et le degré d'insuffisance cardiaque tel que défini par la classification fonctionnelle de la New York Heart Association, chez les patients souffrant d'insuffisance cardiaque.
Cependant, une méta-analyse d'essais randomisés contrôlés, publiée en 2022, conclut que la supplémentation en vitamine D n'est pas associée à une réduction du risque d'accidents cardiovasculaires.

### Effets au cours de la grossesse
Une supplémentation en vitamine D des femmes enceintes prévient la bronchiolite par virus respiratoire syncytial (VRS) de leurs nourrissons : sur 5 millions de nourrissons contractant un VRS aux États-Unis, 1 million de cas seraient évités si les mères prenaient cette vitamine, qui peut aussi combattre l'épuisement et le diabète pendant la grossesse. Les bébés ayant moins de vitamine D sanguine (taux corrélé avec la prise de suppléments chez la mère pendant la grossesse), risquent six fois plus de contracter une bronchiolite à VRS que ceux qui en ont le plus.
La supplémentation vitaminique réduit le risque de petit poids à la naissance.

### Effets sur la dépression
Selon une revue systématique et une méta-analyse d'essais randomisés contrôlés, la supplémentation en vitamine D semble être efficace uniquement chez les personnes atteintes de troubles dépressifs majeurs et chez celles présentant des symptômes dépressifs anténataux/postnatals.

### Effets sur le diabète de type 2
Une méta-analyse de huit études a montré que la supplémentation en vitamine D réduit significativement le risque de diabète de type 2 chez les patients prédiabétiques non obèses. Une autre méta-analyse de 37 articles a révélé que la supplémentation en vitamine D améliorait significativement le contrôle glycémique (modèle d'évaluation homéostatique de la résistance à l'insuline [HOMA-IR]), l'hémoglobine A1C (HbA1C) et le taux de glucose à jeun (FBG) chez les personnes atteintes de diabète de type 2. Une revue générale de 2022 a montré que la supplémentation chez les personnes diabétiques semble améliorer modérément les niveaux de protéine C réactive, de TNF-α et de malondialdéhyde.

### Effets sur le système immunitaire

#### Maladies infectieuses
La vitamine D tend à activer le système immunitaire inné et à affaiblir le système immunitaire adaptatif. 
Une carence est associée à un risque accru d'infections virales, dont les infections par VIH et la grippe,,. De faibles niveaux semblent être un facteur de risque pour la tuberculose, la vitamine D était d'ailleurs utilisée comme traitement dans le passé.
On soupçonne de longue date que les enfants rachitiques ont une susceptibilité marquée aux infections respiratoires ; une étude de 2010 établit un lien entre le taux de 25(OH)D et le risque de développer une infection virale respiratoire en période hivernale. Peu d'études laissent penser que la supplémentation protège de maladies infectieuses, sauf pour certaines infections des voies respiratoires supérieures : ainsi en 2017, une méta-analyse basée sur 11 321 participants dans 25 essais contrôlés randomisés a conclu à une protection contre les infections aiguës des voies respiratoires, et que les sujets déficients, présentant de faibles concentrations sériques (< 25 nmol/L) de 25-hydroxyvitamine D (marqueur du statut en vitamine D), en tirent les meilleurs bénéfices. 

##### COVID-19
Un effet présumément favorable de la vitamine D vis-à-vis de la Covid-19 a été proposé dès mars 2020 par la docteure Emmanuelle Faucon,. Selon Fiona Mitchell et al. (2020), « un nombre croissant de preuves circonstanciées établit désormais un lien spécifique entre les résultats du COVID-19 et le statut en vitamine D »,.
La pandémie s'est d'abord propagée dans les zones de moyenne latitude nord où la température moyenne était de 5 à 11 °C et une faible humidité. Aucun lien de cause à effet n'est à ce jour explicite, mais des chercheurs de l'université de Cambridge (12 mai 2020) attirent l'attention sur le fait que la carence en vitamine D (« qui a également été décrite comme une pandémie ») sévit sous certaines latitudes (en particulier en Europe), à tous les âges et pour toutes les origines ethniques : ainsi, 40 % des Européens manquent de vitamine D (taux de 25 (OH) D <50 nmol/L) et 13 % sont en carence grave (25 (OH) D <30 nmol/L). Une relation quadratique a été mise en évidence entre les niveaux de vitamine D et le degré de pénétration de la COVID-19, selon la latitude. Dans la population générale, les pays où l'on manque le plus de vitamine D sont situés dans les régions subtropicales (Arabie saoudite 46 %, Qatar 46 %, Iran 33,4 %, Chili 26,4 %) et sous les latitudes moyennes (France 27,3 %, Portugal 21,2 % et Autriche 19,3 %). Les carences sont plus rares dans les régions tropicales et aux latitudes élevées (ex. : Norvège, Finlande, Suède, Danemark et Pays-Bas). La rareté des carences sévères dans les régions proches des pôles pourrait être due à une meilleure conscience de l'importance de la vitamine D dans ces pays et à la consommation de suppléments et d'aliments enrichis en vitamine D. Selon eux, une sévère carence en vitamine D pourrait aggraver le taux de mortalité de la COVID-19.
Les malades de la COVID-19 ont généralement un taux anormalement bas de vitamine D. Cela a été montré en Suisse par des dosages rétrospectifs de 25-hydroxyvitamine D (25 (OH) D) dans le plasma d'une cohorte de patients suisses. Les patients testés positifs au virus SARS-CoV-2 en avaient (en valeur médiane) 11,1 ng/mL, soit deux fois moins que le dosage médian (24,6 ng/mL) des patients testés négatifs ; cette différence restait valable en stratifiant les patients selon l'âge (> 70 ans).
La vitamine D est connue pour interagir avec l'enzyme de conversion de l'angiotensine 2.
Elle semble favoriser une meilleure production de peptides antimicrobiens dans l'épithélium des voies respiratoires (immunité cellulaire renforcée).
Elle atténue la réponse inflammatoire excessive (choc cytokinique) induite par le système immunitaire inné face au SARS-CoV-2 (chez les malades atteint par la forme sévère de la COVID-19, le système immunitaire inné génère un flux très élevé de cytokines pro-inflammatoires en réponse aux infections virales et bactériennes). La vitamine D semble freiner la production de cytokines Th1 pro-inflammatoires, tout comme le facteur de nécrose tumorale α et l'interféron γ. L'administration de vitamine D réduit l'expression des cytokines pro-inflammatoires, tout en favorisant l'expression des cytokines anti-inflammatoires par les macrophages.
La vitamine D (parmi de nombreux autres facteurs) agit sur le système immunitaire adaptatif,,. 
Ceci expliquerait des morbidité et mortalité plus élevées en hiver et dans les pays nordiques, et que « les Noirs et les minorités ethniques — qui sont plus susceptibles de souffrir d'une carence en vitamine D parce qu'ils ont la peau foncée — semblent être plus affectés que les Blancs par la COVID-19 » (par exemple, en Angleterre et au Pays de Galles les Noirs sont plus de quatre fois plus susceptibles de mourir du COVID-19 que les Blancs). 
L'Italie et l'Espagne, deux pays bien ensoleillés, semblent contredire cette théorie, mais la prévalence de la carence en vitamine D y est « étonnamment courante ».
Sur ces bases, et sachant que les effets secondaires de cette vitamine sont rares, plusieurs équipes scientifiques ont suggéré une supplémentation prophylactique en vitamine D et/ou l'enrichissement des aliments comme thérapie adjuvante dans le monde,,,. En effet, la supplémentation de 4 000 UI par jour pendant un mois a permis de diminuer de 77 % la probabilité d'être infectée chez des personnels de santé d'hôpitaux mexicains.

#### Maladies auto-immunes
La vitamine D peut atténuer ou prévenir différentes maladies expérimentales chez l'animal, en particulier dans le modèle murin (syndrome de fatigue chronique, lupus, polyarthrite rhumatoïde, diabète de type 1…).
De nombreuses études épidémiologiques montrent une association entre un déficit en vitamine D et une plus grande fréquence de certaines maladies auto-immunes : diabète de type 1, sclérose en plaques,, polyarthrite rhumatoïde, sclérodermie… Cependant, le lien de causalité reste encore non prouvé (nécessité d'autres études complémentaires).
Les essais d'utilisation de vitamine D contre des maladies auto-immunes ont eu des résultats discordants, modestes ou encore discutés (sclérose en plaques, polyarthrite rhumatoïde, maladie de Crohn, diabète de type 1, lupus érythémateux).
Ainsi, une supplémentation en vitamine D pourrait être associée à une diminution du risque de polyarthrite rhumatoïde mais cette hypothèse a été infirmée. L'insulino-résistance  (anomalie donnant un risque de diabète) pourrait être améliorée chez les femmes , mais dans l'étude qui le dit, aucune femme n'avait de diabète. La vitamine D interagit avec l'immunité et serait notamment bénéfique dans le traitement de la maladie de Crohn,. 
À haute dose, la vitamine D limiterait l'activité des lymphocytes s'attaquant à la gaine de myéline de nerfs de patients souffrant de sclérose en plaques.
En 2017, il n'est pas encore possible de conclure sur la valeur d'une supplémentation en vitamine D pour le traitement des maladies auto-immunes ; les études en cours devraient aider à mieux comprendre cette question.

### Autres effets
- Douleur : une correction de la carence en vitamine D diminuerait la douleur de patients atteints de fibromyalgie[152].
- Maladie d'Alzheimer : l'utilisation de la vitamine D contre cette maladie a été proposée[153],[154].
- Testostérone : la vitamine D augmenterait les taux de cette hormone chez des patients réputés sains mais carencés en vitamine D[155].
- Dermatite atopique : sa sévérité pourrait être atténuée par la vitamine D[156],[157].
- Fatigue perçue : diminution de celle-ci chez des personnes en bonne santé déficientes en vitamine D par l'administration d'une dose unique de 100 000 UI[158].

### Effets indésirables
L'humain peut tolérer au moins 10 000 UI par jour, sans risque particulier selon une étude dont le premier auteur est affilié au Council for Responsible Nutrition (en), une organisation professionnelle de producteurs de suppléments alimentaires. Dépasser l'apport nutritionnel de référence n'est pas réputé associé à un risque particulier, mais la plupart des essais de doses plus élevées de vitamine D ne visaient pas à évaluer d'éventuels inconvénients à long terme. La prise de suppléments de vitamine D3 jusqu'à 35 000 UI par semaine pendant le dernier trimestre de grossesse dans le cadre d'une étude menée en 2013 n'a pas entraîné de problème de santé pour les femmes enceintes ni pour leur fœtus.
D'après une étude publié en 2023, des travaux de recherches évaluant la prévalence de l'utilisation de médicaments et de compléments alimentaires contenant de la vitamine D sont nécessaires pour mieux clarifier son profil de sécurité en pratique clinique.

## Intoxication
L'intoxication à la vitamine D peut provoquer une hypercalcémie. Ce risque est établi en cas de traitement par une dose de vitamine D de 40 000 UI par jour pendant plusieurs mois consécutifs. Des taux élevés de 25-(OH)-vitamine D peuvent être observés lorsqu'on consomme plus de 10 000 UI par jour pendant 3 mois ou plus, ou plus de 300 000 UI sur une période de 24 heures. Il n'est pas souhaitable de dépasser 150 ng/mL. Selon le Groupe de recherche et d’information sur les ostéoporoses, des taux de 25-(OH)-vitamine D de l’ordre de 100 à 150 ng/mL sont associés à un risque faible d’hypercalcémie. Un taux de 250 ng/mL est attribué à un risque élevé d’hypercalcémie.